# بيتر توم ويليس
بيتر توم ويليس (بالإنجليزية: Peter Tom Willis)‏ هو لاعب كرة قدم أمريكية أمريكي، ولد في 4 يناير 1967 في موريس في الولايات المتحدة.

## وصلات خارجية
- بيتر توم ويليس على موقع مرجع كرة القدم المحترفة.كوم (الإنجليزية)